# Kerio
Pour les articles homonymes, voir Kerio MailServer.
Le Kerio est une rivière du Kenya qui coule dans la province de la Rift Valley. 

## Géographie

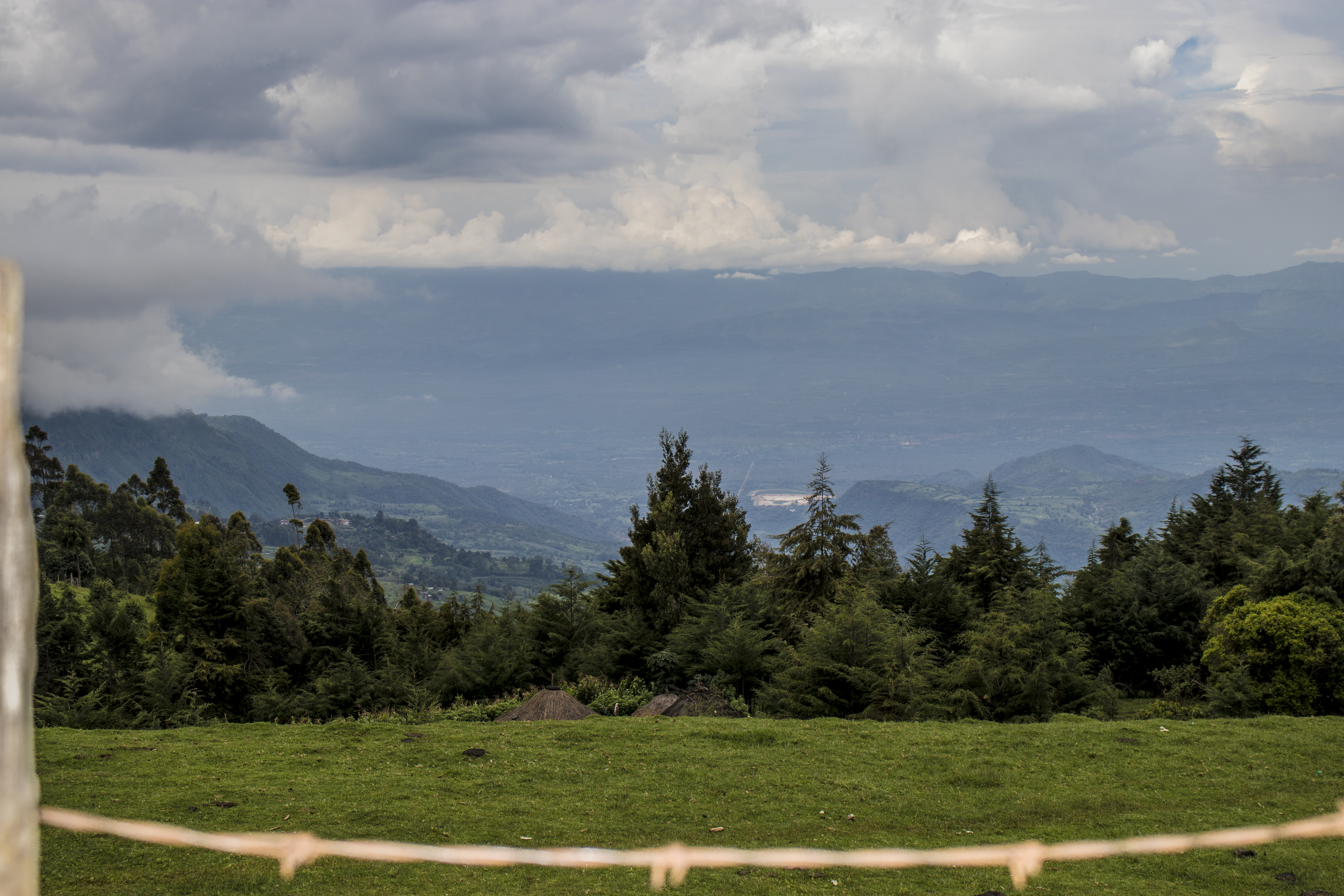
Vallée du Kerio.

Il coule en direction du nord vers le lac Turkana dont il constitue avec l'Omo l'un des principaux tributaires. Né près de l'équateur, c'est l'un des principaux cours d'eau du pays.